# Indignation
L'indignation est un sentiment.

## Description
« Sentiment de colère et de révolte suscité par tout ce qui peut provoquer la réprobation et porter plus ou moins atteinte à la dignité de l'homme »
L'indignation se distingue nettement de la colère en ce qu'elle peut s'exprimer sans le trait principal de la colère qu'est la violence ou l'agressivité. 

## Analyses
Emmanuel Kant, dans la Fondation de la métaphysique des mœurs, définit la dignité comme « le fait que la personne ne doit jamais être traitée seulement comme un moyen, mais toujours aussi comme une fin en soi »
Il existe toutefois une ambiguïté éthique de l'indignation car l'indignation en elle-même ne garantit pas la valeur morale de sa cause. En reprenant l'exemple du procès Dreyfus, les antidreyfusards étaient aussi profondément indignés de la supposée "trahison" du capitaine Dreyfus qu'Émile Zola l'était de son injuste accusation.
Selon Raphaël Enthoven, « L'indignation est compatible avec tous les discours, toutes les opinions : on peut s'indigner des violences policières comme de l'agression d'un CRS, des attentats du Hamas comme des bombardements israéliens [...] L'indigné refuse d'aller au-delà du spectacle qui l'indigne : séparant les faits des mécanismes qui leur ont donné le jour, l'indignation permet à tout un chacun de juger sans comprendre, d'émettre un avis qu'aucun raisonnement n'invalide. Comment remettre en question un discours qui ne s'occupe que des effets ? Comment argumenter face à celui qui, disqualifiant a priori l'objet qu'il désigne, s'épargne la peine de le penser ? C'est le tour de force de l'indignation: elle s'appuie sur les faits tout en se rendant hermétique à toute réfutation ».
Pour Cicéron l'indignation n'est qu'un artifice rhétorique : « L'indignation est un type de discours qui a pour effet d'exciter une grande haine contre un homme ou de susciter de l'aversion pour une action donnée. L'objectif de l'orateur est de créer une colère projetée vers l'adversaire ou l'accusé, de sorte que l'orateur soit perçu plus positivement que l'adversaire. L'une des caractéristiques de l'indignation est qu'elle ne peut fonctionner sans une cible de mécontentement. Pour utiliser cette technique avec succès, l'orateur doit avoir une cible, un public auquel il s'identifie et une réaction souhaitée. Si l'orateur obtient une réaction du public qui est mécontent de son adversaire, alors il a réussi à utiliser l'indignation.

## Dans la culture
- Indignation, roman de Philip Roth publié en 2008 ;
  - Indignation, film américain réalisé par James Schamus sorti en 2016.
- Indignez-vous !, essai de Stéphane Hessel publié en 2010.